# Троицкий собор (Елец)
Собо́р Свято́й Тро́ицы — бывший главный православный храм Троицкого монастыря в городе Ельце. Взорван в 1965 году.

## История

### Древний храм
Храм Святой Живоначальной Троицы мужского монастыря в Ельце впервые документально упоминается в 1657 году. В описании 1691 года в Троицком монастыре значится кроме всего прочего две деревянные церкви: Троицкая размером 19x7 саженей и Петропавловская размером 7x4 сажени. После закрытия обители и перевода братии в Лебедянь в 1776 году, все монастырские постройки были разобраны, в том числе и Троицкий храм.

### Новое строительство
Идея возрождения мужской обители в Ельце началось с закладкой в 1820 году на западной окраине города нового кладбищенского храма. В феврале 1820 года городским головой И. В. Шапошниковым было подано прошение епископу Орловскому Ионе о переведении пришедшего в упадок и упраздняемого Брянского Петропавловского монастыря в Елец. Шапошников обещал достроить для обители каменный Троицкий храм. В этом же году к строительству соборного храма обители приступают орловские архитекторы. К концу 1830 года строительство Троицкого собора было завершено, в нём устроен иконостас и поставлены престолы во всех трёх приделах. Главный предел был посвящён Святой Троице, левый — святой Евдокии (в память супруги строителя храма Ивана Шапошникова — Евдокии Фёдоровны), правый — апостолов Петра и Павла (в память о Петропавловский обители). Торжественное освящение монастырского собора состоялось 5 сентября 1836 года орловским епископом Никодимом при большом стечении горожан и многочисленных гостей.
После образования Елецкой викарной епархии в 1906 году и назначения места пребывания епископа в Троицкой обители, Троицкий собор становится кафедральным.

### Закрытие и разрушение
После закрытия и превращения монастыря в начале 1919 года в коммуну, Троицкий собор продолжал действовать. В день Святой Троицы 13 июня 1919 года в нём прошла одна из последних служб, после которой, поселившиеся в стенах обители коммунары единогласным решением постановили ходатайствовать о закрытии всех храмов монастыря. Однако Троицкий храм продолжал действовать как приходской до 1920 года, а затем был закрыт. В последующие годы шло планомерное разрушение здания бывшего собора. К началу 1960-х годов помещение церкви числится как склад. В 1965 году ввиду ветхости строения Троицкий собор был взорван.

## Архитектура и убранство

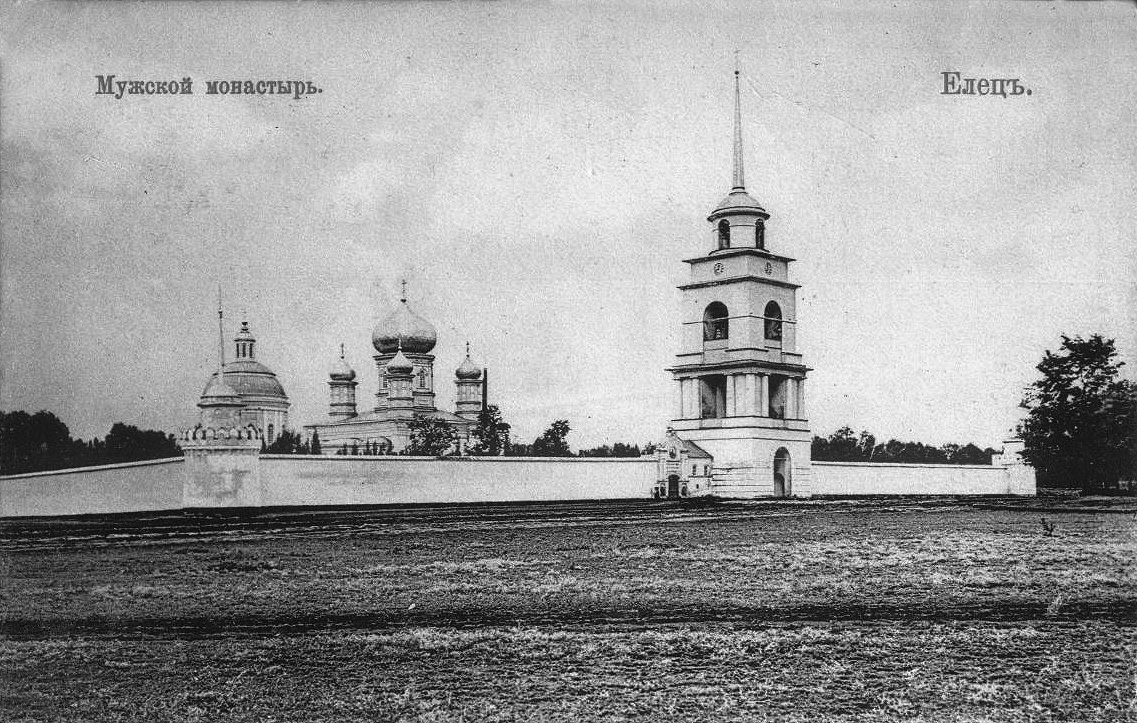
Троицкий монастырь на дореволюционной открытке. Одноглавый купол Троицкого собора на заднем плане в левой части фотографии.

Размеры Троицкого храма были следующими: высота с крестом — 48 метров, длина — 34,13 метра, ширина — 23,47 метра, до верха карниза — 19, 20 метра. Выстроенный соборный храм имел одну главу — восьмерик с 11 окнами, каждое в 2, 85 метра высотой и 1,42 метра шириной. С севера и юга фасады были украшены портиками. С западной стороны у паперти находились два притвора для ризницы, архива и библиотеки. Снаружи храм был поштукатурен и выкрашен в небесно-голубой цвет.
В Соборе было три иконостаса: главный пятиярусный — Святой Троицы, высотой — 12,8 метра, шириной — 8,5 метра. Придельные размещались в трапезной, каждый высотой — 3,55 метра, шириной — 4,26 метра. Все иконостасы были деревянные «изящной столярной работы».
Стены Троицкого храма были расписаны художником П. А. Соколовым. В куполе — Животворящая Троица с предстоящими и ангелами. Между окон — изображения 12 апостолов, ниже на парусах — евангелистов. В алтаре над престолом — Господь Саваоф, Святой Дух и сонм ангелов. На горнем месте — Иисус Христос, сидящий на престоле; над жертвенником — Иисус Христос. По стенам алтаря — Матерь Божия в молитвенной позе, сошествие Святого Духа на апостолов, три святителя — Василий Великий, Григорий Богослов и Иоанн Златоуст.
Освещался храм трёхъярусным бронзовым паникадилом на 32 свечи.

## Святыни
Собор имел множество святынь, в том числе особо чтимый чудотворный образ Тихвинской иконы Божией Матери.